# عاشقی از بمبئی
عاشق بمبئی 
(به تلوگویی: Bombay Priyudu) و عاشقی از بمبئی (به انگلیسی: Lover from Bombay) فیلمی هندی محصول سال ۱۹۹۶ و به کارگردانی کی. راگاوندرا رائو است. در این فیلم بازیگرانی همچون جی.دی چاکراوارتی، رمبها، وانیسری، سودهاکار، بهاراماندام، تانیکلا بهارانی و چیتی بابو ایفای نقش کرده‌اند.